# Russeifa
Russeifa (în arabă الرصيفة) este un oraș în Guvernoratul Zarqa din Iordania. Aceasta avea o populație de 472.604 locuitori în 2015, făcându-l al patrulea oraș ca mărime din Iordania, după Amman, Irbid și Zarqa.

## Geografie
Orașul Russeifa este situat în regiunea centrală a Iordaniei, în bazinul râului Zarqa] pe autostrada Amman-Zarqa  Amman, Zarqa și Russeifa formează o mare zonă metropolitană, a doua cea mai mare zonă metropolitană din Levant, după Damasc.  Orașul aparține din punct de vedere administrativ Guvernoratului Zarqa.  Datorită apropierii de Amman și Zarqa, găzduiește mai multe industrii grele.

## Demografie
Recensământul Național al Iordaniei din 2004 a arătat populația din Russeifa ca fiind de 268.237 locuitori. Raportul dintre femei și bărbați a fost de 48,46%, la 51,54%. Cetățenii iordanieni au reprezentat 89,6% din populația Russeifa.

## Districtele Metropolitane Russeifa
Zona metropolitană este împărțită în cinci districte după cum urmează:
| District              | Nume arab      | Zonă(Km2 |
| --------------------- | -------------- | -------- |
| Districtul Hitteen    | منطقة حطين     | 6.51     |
| Districtul Ameriyya   | منطقة العامرية | 5.0      |
| Districtul Yarmouk    | منطقة اليرموك  | 3.0      |
| Districtul Qadessiyya | منطقة القادسية | 4.0      |
| Districtul Rasheed    | منطقة الرشيد   | 8.0      |

## Economie
Orașul este cunoscut din 1935 pentru industria minieră de fosfați, descoperiți pentru prima dată de Amin Kamel Kawar. Compania Jordan Phosphate Mines, fondată de Kawar, operează și administrează minele de fosfați din Russeifa. 
Multe industrii grele au sediul în Russeifa datorită localizării sale între cele două mari orașe Amman și Zarqa, și datorită prezenței râului Zarqa. 

Vederi
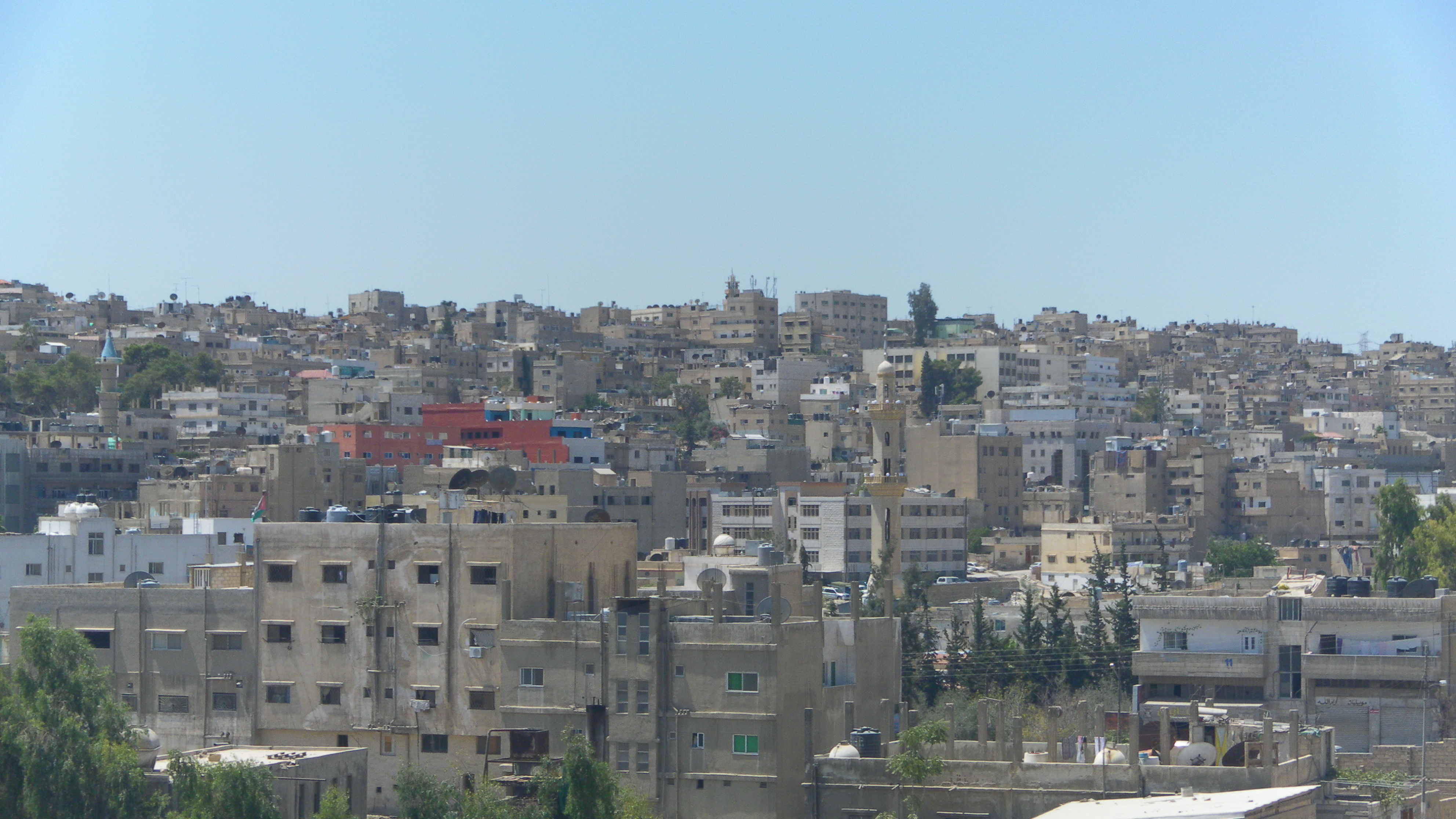
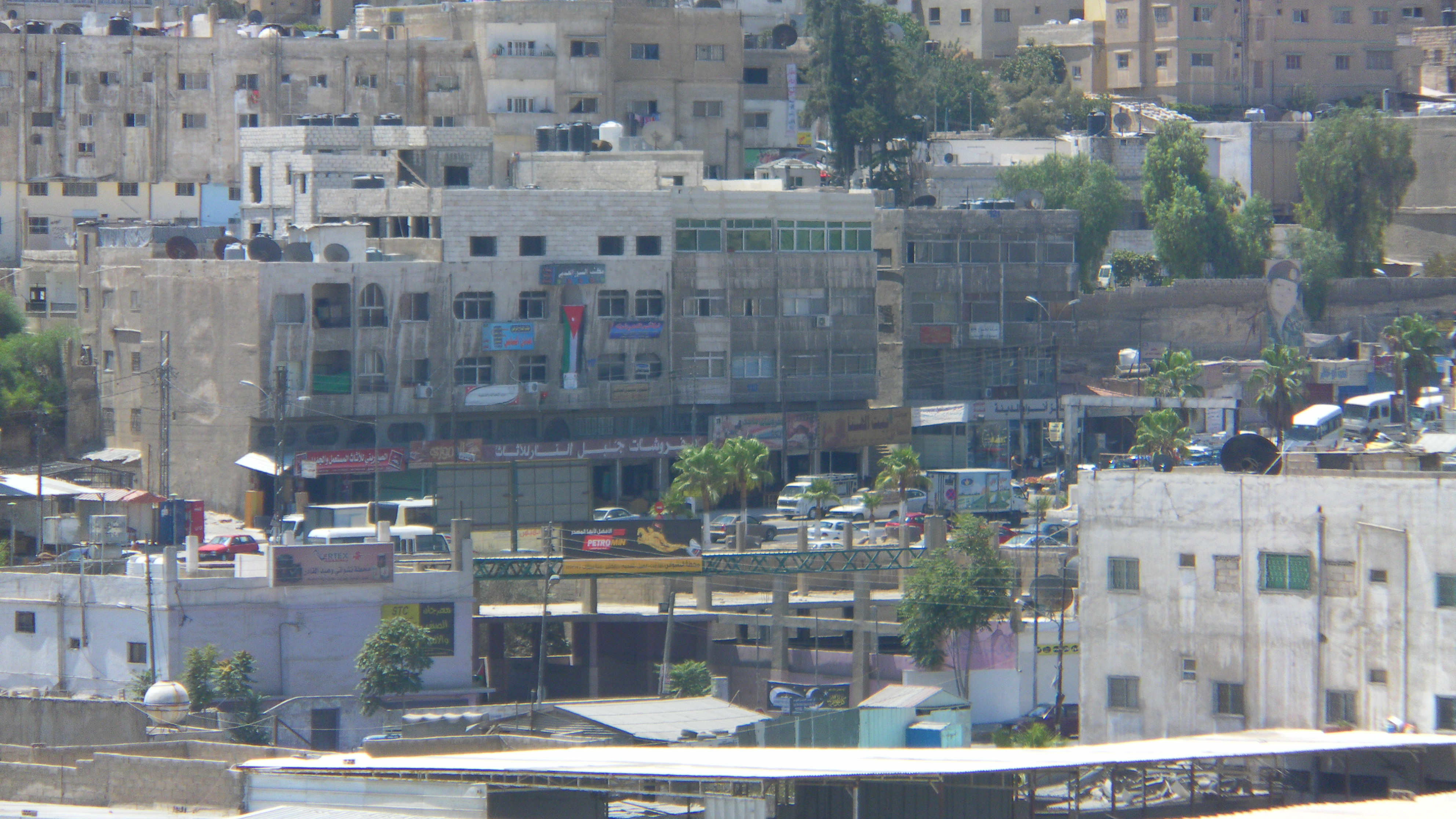
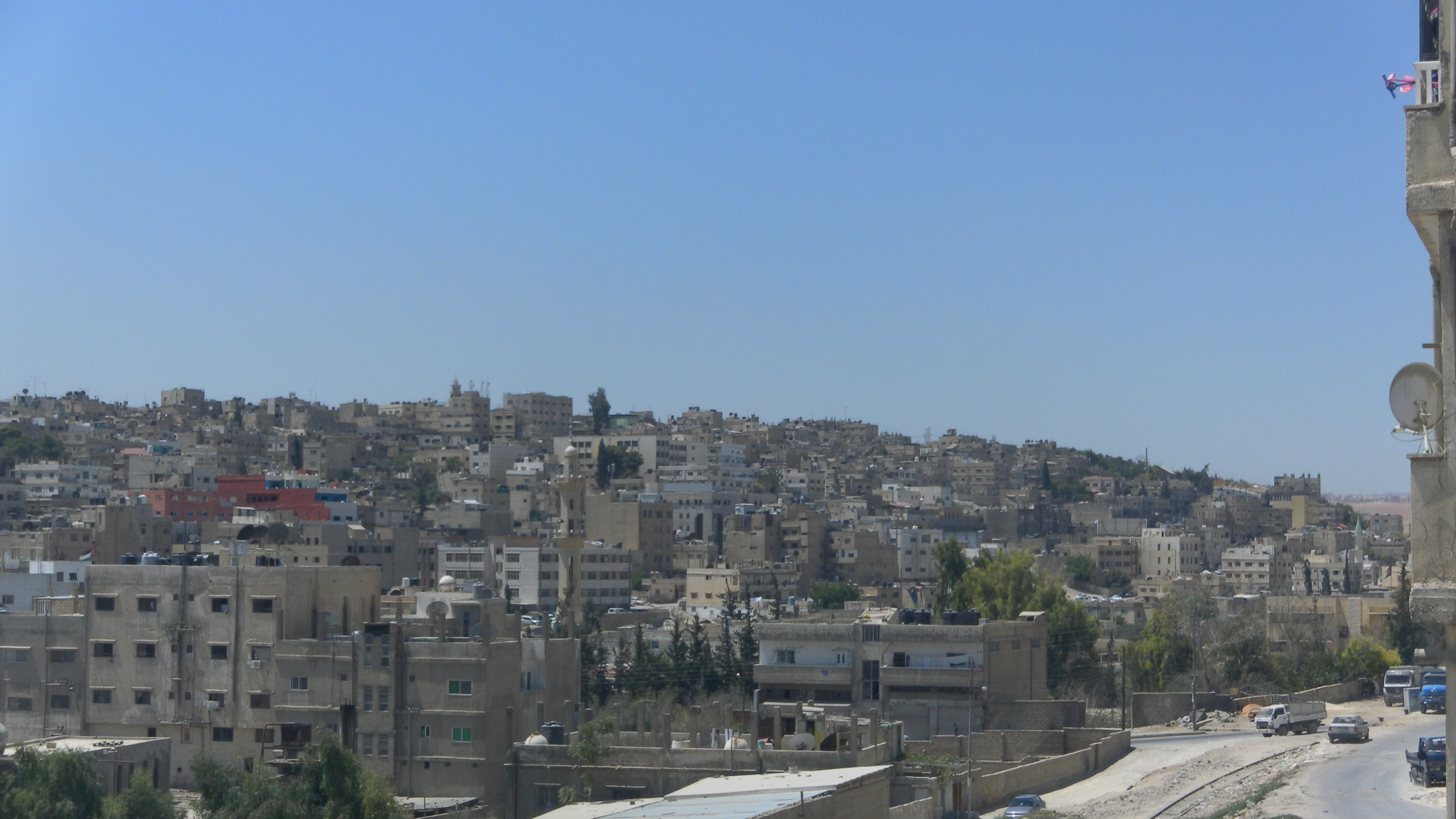
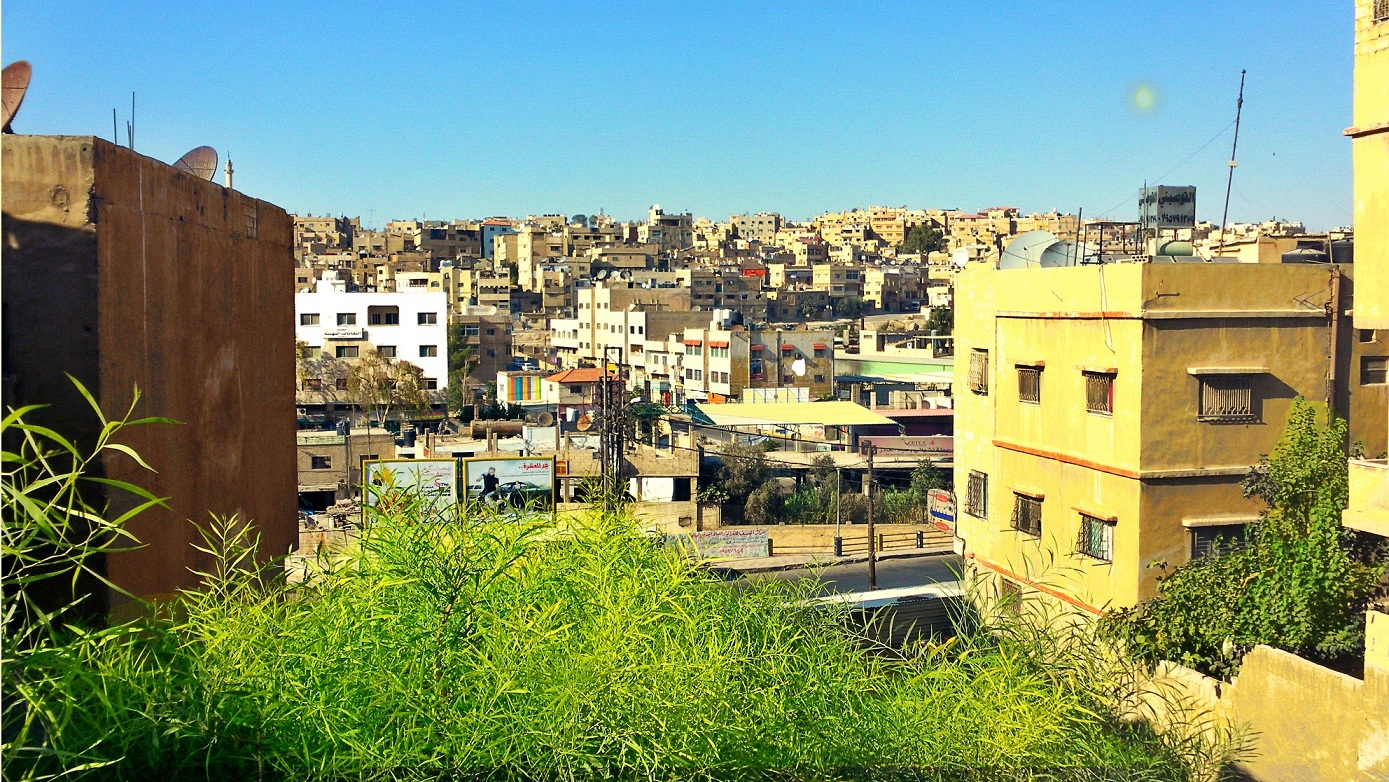